# Torfbahn Schatura
| Torfbahn Schatura                               | Torfbahn Schatura   |
| ----------------------------------------------- | ------------------- |
| TU4-2727 der Torfbahn Schatura am Bahnhof Kerwa |                     |
| Streckenverlaufskarte                           |                     |
| Streckenlänge:                                  | 70 km               |
| Spurweite:                                      | 750 mm (Schmalspur) |
|                                                 |                     |

Die Torfbahn Schatura (russisch Узкоколейная железная дорога ОАО «Шатурторф», transkr. Uskokoleinaja schelesnaja doroga OAO «Schaturtorf», transl. Uzkokolejnaâ železnaâ doroga OAO «Šaturtorf») ist eine 70 Kilometer(Stand 2007) lange Schmalspurbahn bei Schatura in der Oblast Moskau. Bis 1995 gehörte die Schmalspurbahn der Transportbehörde von Schatura (Шатурскому транспортному управлению).

## Geschichte
Der erste Streckenabschnitt der Schmalspurbahn wurde 1918 eröffnet. 
Die Lokomotivdepots befinden sich an den Bahnhöfen Kerwa und Bakschejewo.
Auf der Schmalspurbahn wurden regulär Güter- und Personenverkehr durchgeführt. Das Haupttransportgut war Torf für das Torfkraftwerk Schatura. Wegen der Einstellung der Torfverbrennung im Kraftwerk wird die Strecke seit 2008 nicht mehr genutzt, seit 2009 wird sie abgebaut.

## Schienenfahrzeuge

### Lokomotiven
- Diesellok der SŽD-Baureihe ТУ4 – № 2721, № 2727 et al.
- Diesellok der SŽD-Baureihe ТУ7A – № 3331
- Diesellok ESU № 557
- Schienenbus PD-1

### Güter- und Personenwagen
Es gibt unter anderem mehrere Torfloren, offene Güterwagen, Tankwagen sowie Personenwagen.